# Pęta
Pęta – stosowane w stosunku do koni, lub bydła. Konstrukcja ta ma na celu zmniejszenie możliwości ruchu, lub zupełne unieruchomienie zwierzęcia. Większość z nich zakładana jest na nogi. Wyróżniamy między innymi pęta australijskie, które zakładane są koniom powyżej nadgarstków, pozwalając na swobodny ruch w stępie, ale utrudniają przejście do innych chodów. Obecnie wykorzystywane są głównie na wsiach oraz w trakcie leczenia zwierzęcia. 